# Il viaggiatore d'Ognissanti
Il viaggiatore d'Ognissanti (Le Voyageur de la Toussaint) è un film del 1943 diretto da Louis Daquin.
La sceneggiatura è scritta dallo stesso regista con Marcel Aymé (sui titoli appare come autore dei dialoghi), sulla base di un romanzo di Simenon.

## Trama
In una triste sera di novembre, il giovane Gilles Mauvoisin, che ha appena perso i suoi genitori, è arrivato a La Rochelle per il funerale dello zio. Fiuta subito l'atmosfera della città, dove conta molto un potente gruppetto di notabili, pronto a gettare il dubbio sull'affascinante vedova Colette per la morte dello zio. Benché suo erede universale, Gilles, che dubita sull'onestà dello zio, decide di mollare tutto e andarsene, portando con sé proprio Colette.

## Produzione
Il film fu prodotto da Francinex e distribuito da Euro International Film (EIA) (marzo 1945) (Italia), Films EMKA (8 aprile 1943, con divieto ai minori di 13 anni) (Francia) e Les Films Emka (9 novembre 1945) (Belgio). La pellicola è tratta dal romanzo Il viaggiatore del giorno dei Morti dello scrittore belga Georges Simenon.